# Lista di asteroidi (476001-477000)
Di seguito una lista di asteroidi dal numero 476001 al 477000 con data di scoperta e scopritore.

## 476001-476100
| Nome     | Designazione provvisoria | Data di scoperta  | Scopritore             |
| -------- | ------------------------ | ----------------- | ---------------------- |
| 476001 - | 2007 RG48                | 9 settembre 2007  | Mt. Lemmon Survey      |
| 476002 - | 2007 RT49                | 9 settembre 2007  | Mt. Lemmon Survey      |
| 476003 - | 2007 RP56                | 9 settembre 2007  | LONEOS                 |
| 476004 - | 2007 RZ59                | 23 agosto 2007    | Spacewatch             |
| 476005 - | 2007 RL66                | 10 settembre 2007 | Mt. Lemmon Survey      |
| 476006 - | 2007 RN76                | 10 settembre 2007 | Mt. Lemmon Survey      |
| 476007 - | 2007 RQ89                | 10 settembre 2007 | Mt. Lemmon Survey      |
| 476008 - | 2007 RO93                | 10 settembre 2007 | Mt. Lemmon Survey      |
| 476009 - | 2007 RN94                | 10 settembre 2007 | Spacewatch             |
| 476010 - | 2007 RK95                | 10 settembre 2007 | Mt. Lemmon Survey      |
| 476011 - | 2007 RL96                | 10 settembre 2007 | Spacewatch             |
| 476012 - | 2007 RA107               | 11 settembre 2007 | Mt. Lemmon Survey      |
| 476013 - | 2007 RA131               | 12 settembre 2007 | Mt. Lemmon Survey      |
| 476014 - | 2007 RU132               | 13 settembre 2007 | Teamo, N.              |
| 476015 - | 2007 RD134               | 11 settembre 2007 | PMO NEO Survey Program |
| 476016 - | 2007 RQ136               | 14 settembre 2007 | Mt. Lemmon Survey      |
| 476017 - | 2007 RO157               | 11 settembre 2007 | PMO NEO Survey Program |
| 476018 - | 2007 RE160               | 12 settembre 2007 | Mt. Lemmon Survey      |
| 476019 - | 2007 RB166               | 10 agosto 2007    | Spacewatch             |
| 476020 - | 2007 RP173               | 10 settembre 2007 | Spacewatch             |
| 476021 - | 2007 RH189               | 10 settembre 2007 | Spacewatch             |
| 476022 - | 2007 RR190               | 11 settembre 2007 | Spacewatch             |
| 476023 - | 2007 RN192               | 12 settembre 2007 | CSS                    |
| 476024 - | 2007 RS194               | 12 settembre 2007 | Spacewatch             |
| 476025 - | 2007 RM203               | 9 settembre 2007  | Mt. Lemmon Survey      |
| 476026 - | 2007 RN203               | 13 settembre 2007 | Spacewatch             |
| 476027 - | 2007 RY206               | 10 settembre 2007 | Spacewatch             |
| 476028 - | 2007 RC221               | 14 settembre 2007 | Mt. Lemmon Survey      |
| 476029 - | 2007 RC230               | 11 settembre 2007 | Spacewatch             |
| 476030 - | 2007 RW232               | 11 settembre 2007 | PMO NEO Survey Program |
| 476031 - | 2007 RB235               | 12 settembre 2007 | Mt. Lemmon Survey      |
| 476032 - | 2007 RN235               | 12 settembre 2007 | Mt. Lemmon Survey      |
| 476033 - | 2007 RQ252               | 13 settembre 2007 | CSS                    |
| 476034 - | 2007 RE260               | 10 settembre 2007 | Spacewatch             |
| 476035 - | 2007 RR265               | 15 settembre 2007 | Mt. Lemmon Survey      |
| 476036 - | 2007 RB267               | 10 settembre 2007 | Spacewatch             |
| 476037 - | 2007 RB271               | 15 settembre 2007 | Spacewatch             |
| 476038 - | 2007 RZ272               | 15 settembre 2007 | Spacewatch             |
| 476039 - | 2007 RL280               | 13 settembre 2007 | CSS                    |
| 476040 - | 2007 RU280               | 13 settembre 2007 | CSS                    |
| 476041 - | 2007 RX280               | 13 settembre 2007 | CSS                    |
| 476042 - | 2007 RH286               | 2 settembre 2007  | CSS                    |
| 476043 - | 2007 RN287               | 9 settembre 2007  | Mt. Lemmon Survey      |
| 476044 - | 2007 RT287               | 10 settembre 2007 | Mt. Lemmon Survey      |
| 476045 - | 2007 RH288               | 12 settembre 2007 | CSS                    |
| 476046 - | 2007 RN288               | 13 settembre 2007 | LONEOS                 |
| 476047 - | 2007 RL290               | 10 settembre 2007 | Mt. Lemmon Survey      |
| 476048 - | 2007 RX290               | 15 settembre 2007 | Mt. Lemmon Survey      |
| 476049 - | 2007 RB293               | 12 settembre 2007 | Mt. Lemmon Survey      |
| 476050 - | 2007 RJ294               | 13 settembre 2007 | Mt. Lemmon Survey      |
| 476051 - | 2007 RQ296               | 12 settembre 2007 | Mt. Lemmon Survey      |
| 476052 - | 2007 RL308               | 12 settembre 2007 | Mt. Lemmon Survey      |
| 476053 - | 2007 RB313               | 3 settembre 2007  | CSS                    |
| 476054 - | 2007 RY314               | 5 settembre 2007  | LONEOS                 |
| 476055 - | 2007 RF316               | 10 settembre 2007 | Mt. Lemmon Survey      |
| 476056 - | 2007 RN318               | 11 settembre 2007 | Spacewatch             |
| 476057 - | 2007 RU319               | 13 settembre 2007 | LINEAR                 |
| 476058 - | 2007 RQ321               | 15 settembre 2007 | LINEAR                 |
| 476059 - | 2007 RE322               | 11 settembre 2007 | CSS                    |
| 476060 - | 2007 RA325               | 13 settembre 2007 | Mt. Lemmon Survey      |
| 476061 - | 2007 RS325               | 14 settembre 2007 | Mt. Lemmon Survey      |
| 476062 - | 2007 SH12                | 18 settembre 2007 | LONEOS                 |
| 476063 - | 2007 SG13                | 15 settembre 2007 | Spacewatch             |
| 476064 - | 2007 SR13                | 15 settembre 2007 | Spacewatch             |
| 476065 - | 2007 SN14                | 20 settembre 2007 | LUSS                   |
| 476066 - | 2007 SY19                | 18 settembre 2007 | CSS                    |
| 476067 - | 2007 SF21                | 25 settembre 2007 | Mt. Lemmon Survey      |
| 476068 - | 2007 SL21                | 20 settembre 2007 | CSS                    |
| 476069 - | 2007 SQ21                | 17 settembre 2007 | LINEAR                 |
| 476070 - | 2007 SP22                | 18 settembre 2007 | Spacewatch             |
| 476071 - | 2007 TV4                 | 6 ottobre 2007    | Mahony, J.             |
| 476072 - | 2007 TV8                 | 6 ottobre 2007    | Bickel, W.             |
| 476073 - | 2007 TP18                | 25 settembre 2007 | Mt. Lemmon Survey      |
| 476074 - | 2007 TL19                | 13 settembre 2007 | CSS                    |
| 476075 - | 2007 TY21                | 7 ottobre 2007    | Spacewatch             |
| 476076 - | 2007 TK25                | 4 ottobre 2007    | Spacewatch             |
| 476077 - | 2007 TA29                | 4 ottobre 2007    | Spacewatch             |
| 476078 - | 2007 TH30                | 4 ottobre 2007    | Spacewatch             |
| 476079 - | 2007 TU30                | 4 ottobre 2007    | Spacewatch             |
| 476080 - | 2007 TJ35                | 7 ottobre 2007    | CSS                    |
| 476081 - | 2007 TS43                | 25 settembre 2007 | Mt. Lemmon Survey      |
| 476082 - | 2007 TK44                | 7 ottobre 2007    | Spacewatch             |
| 476083 - | 2007 TX46                | 4 ottobre 2007    | Spacewatch             |
| 476084 - | 2007 TZ47                | 4 ottobre 2007    | Spacewatch             |
| 476085 - | 2007 TP48                | 4 ottobre 2007    | Spacewatch             |
| 476086 - | 2007 TK52                | 4 ottobre 2007    | Spacewatch             |
| 476087 - | 2007 TL52                | 4 ottobre 2007    | Spacewatch             |
| 476088 - | 2007 TS55                | 4 ottobre 2007    | Spacewatch             |
| 476089 - | 2007 TB58                | 4 ottobre 2007    | Spacewatch             |
| 476090 - | 2007 TA61                | 6 ottobre 2007    | Spacewatch             |
| 476091 - | 2007 TB63                | 7 ottobre 2007    | Mt. Lemmon Survey      |
| 476092 - | 2007 TP64                | 7 ottobre 2007    | Mt. Lemmon Survey      |
| 476093 - | 2007 TC66                | 12 ottobre 2007   | CSS                    |
| 476094 - | 2007 TY75                | 4 ottobre 2007    | Spacewatch             |
| 476095 - | 2007 TG88                | 8 ottobre 2007    | Mt. Lemmon Survey      |
| 476096 - | 2007 TG98                | 8 ottobre 2007    | Mt. Lemmon Survey      |
| 476097 - | 2007 TV113               | 8 ottobre 2007    | LONEOS                 |
| 476098 - | 2007 TH115               | 8 ottobre 2007    | LONEOS                 |
| 476099 - | 2007 TO123               | 6 ottobre 2007    | Spacewatch             |
| 476100 - | 2007 TZ124               | 6 ottobre 2007    | Spacewatch             |

## 476101-476200
| Nome     | Designazione provvisoria | Data di scoperta  | Scopritore        |
| -------- | ------------------------ | ----------------- | ----------------- |
| 476101 - | 2007 TP126               | 9 settembre 2007  | Mt. Lemmon Survey |
| 476102 - | 2007 TX129               | 6 ottobre 2007    | Spacewatch        |
| 476103 - | 2007 TU138               | 13 settembre 2007 | CSS               |
| 476104 - | 2007 TA147               | 6 ottobre 2007    | LINEAR            |
| 476105 - | 2007 TB149               | 12 settembre 2007 | Mt. Lemmon Survey |
| 476106 - | 2007 TA155               | 5 ottobre 2007    | Spacewatch        |
| 476107 - | 2007 TR155               | 5 settembre 2007  | Mt. Lemmon Survey |
| 476108 - | 2007 TU156               | 9 ottobre 2007    | LINEAR            |
| 476109 - | 2007 TZ157               | 12 settembre 2007 | Mt. Lemmon Survey |
| 476110 - | 2007 TF158               | 9 ottobre 2007    | LINEAR            |
| 476111 - | 2007 TD162               | 14 settembre 2007 | Mt. Lemmon Survey |
| 476112 - | 2007 TG169               | 12 ottobre 2007   | LINEAR            |
| 476113 - | 2007 TG172               | 10 ottobre 2007   | Mt. Lemmon Survey |
| 476114 - | 2007 TT176               | 15 settembre 2007 | Mt. Lemmon Survey |
| 476115 - | 2007 TL179               | 7 ottobre 2007    | CSS               |
| 476116 - | 2007 TN187               | 13 ottobre 2007   | LINEAR            |
| 476117 - | 2007 TK193               | 6 ottobre 2007    | Spacewatch        |
| 476118 - | 2007 TU198               | 8 ottobre 2007    | Spacewatch        |
| 476119 - | 2007 TM204               | 8 ottobre 2007    | Mt. Lemmon Survey |
| 476120 - | 2007 TU212               | 7 ottobre 2007    | Spacewatch        |
| 476121 - | 2007 TC213               | 25 settembre 2007 | Mt. Lemmon Survey |
| 476122 - | 2007 TO215               | 7 ottobre 2007    | Spacewatch        |
| 476123 - | 2007 TA216               | 7 ottobre 2007    | Spacewatch        |
| 476124 - | 2007 TU217               | 14 settembre 2007 | Mt. Lemmon Survey |
| 476125 - | 2007 TS224               | 11 ottobre 2007   | Mt. Lemmon Survey |
| 476126 - | 2007 TQ225               | 12 settembre 2007 | Mt. Lemmon Survey |
| 476127 - | 2007 TC227               | 16 ottobre 1998   | Spacewatch        |
| 476128 - | 2007 TL227               | 8 ottobre 2007    | Spacewatch        |
| 476129 - | 2007 TS228               | 8 ottobre 2007    | Spacewatch        |
| 476130 - | 2007 TB230               | 8 ottobre 2007    | CSS               |
| 476131 - | 2007 TW232               | 8 ottobre 2007    | Spacewatch        |
| 476132 - | 2007 TP237               | 9 ottobre 2007    | Mt. Lemmon Survey |
| 476133 - | 2007 TO240               | 5 settembre 2007  | CSS               |
| 476134 - | 2007 TR241               | 7 ottobre 2007    | Mt. Lemmon Survey |
| 476135 - | 2007 TY245               | 3 settembre 2007  | CSS               |
| 476136 - | 2007 TG249               | 11 ottobre 2007   | Mt. Lemmon Survey |
| 476137 - | 2007 TZ250               | 11 ottobre 2007   | Spacewatch        |
| 476138 - | 2007 TK251               | 11 ottobre 2007   | Mt. Lemmon Survey |
| 476139 - | 2007 TJ262               | 10 settembre 2007 | Mt. Lemmon Survey |
| 476140 - | 2007 TD268               | 9 ottobre 2007    | Spacewatch        |
| 476141 - | 2007 TN288               | 11 ottobre 2007   | CSS               |
| 476142 - | 2007 TG291               | 9 settembre 2007  | Spacewatch        |
| 476143 - | 2007 TF295               | 20 settembre 2007 | Spacewatch        |
| 476144 - | 2007 TT296               | 10 ottobre 2007   | Mt. Lemmon Survey |
| 476145 - | 2007 TQ297               | 10 agosto 2007    | Spacewatch        |
| 476146 - | 2007 TK308               | 9 ottobre 2007    | Mt. Lemmon Survey |
| 476147 - | 2007 TV309               | 12 settembre 2007 | CSS               |
| 476148 - | 2007 TS320               | 13 ottobre 2007   | CSS               |
| 476149 - | 2007 TK324               | 11 ottobre 2007   | Spacewatch        |
| 476150 - | 2007 TG325               | 11 ottobre 2007   | Spacewatch        |
| 476151 - | 2007 TB326               | 11 ottobre 2007   | Spacewatch        |
| 476152 - | 2007 TQ328               | 11 ottobre 2007   | Spacewatch        |
| 476153 - | 2007 TE333               | 11 ottobre 2007   | Spacewatch        |
| 476154 - | 2007 TE334               | 11 ottobre 2007   | Spacewatch        |
| 476155 - | 2007 TX343               | 10 ottobre 2007   | Mt. Lemmon Survey |
| 476156 - | 2007 TA346               | 18 settembre 2007 | Spacewatch        |
| 476157 - | 2007 TU354               | 5 settembre 2007  | CSS               |
| 476158 - | 2007 TU357               | 14 ottobre 2007   | Mt. Lemmon Survey |
| 476159 - | 2007 TU364               | 15 ottobre 2007   | Mt. Lemmon Survey |
| 476160 - | 2007 TH368               | 10 ottobre 2007   | Mt. Lemmon Survey |
| 476161 - | 2007 TG371               | 12 ottobre 2007   | Mt. Lemmon Survey |
| 476162 - | 2007 TE374               | 14 ottobre 2007   | Bickel, W.        |
| 476163 - | 2007 TB379               | 13 ottobre 2007   | CSS               |
| 476164 - | 2007 TO383               | 6 ottobre 2007    | Spacewatch        |
| 476165 - | 2007 TX384               | 14 ottobre 2007   | Mt. Lemmon Survey |
| 476166 - | 2007 TC385               | 14 ottobre 2007   | Mt. Lemmon Survey |
| 476167 - | 2007 TZ391               | 15 ottobre 2007   | CSS               |
| 476168 - | 2007 TC398               | 15 ottobre 2007   | Spacewatch        |
| 476169 - | 2007 TQ402               | 15 ottobre 2007   | Mt. Lemmon Survey |
| 476170 - | 2007 TP414               | 10 ottobre 2007   | CSS               |
| 476171 - | 2007 TQ420               | 20 settembre 2007 | CSS               |
| 476172 - | 2007 TZ424               | 8 ottobre 2007    | Spacewatch        |
| 476173 - | 2007 TB427               | 10 ottobre 2007   | Spacewatch        |
| 476174 - | 2007 TH427               | 10 ottobre 2007   | Spacewatch        |
| 476175 - | 2007 TZ428               | 12 ottobre 2007   | Spacewatch        |
| 476176 - | 2007 TD432               | 4 ottobre 2007    | Spacewatch        |
| 476177 - | 2007 TK432               | 4 ottobre 2007    | Spacewatch        |
| 476178 - | 2007 TH438               | 7 ottobre 2007    | Mt. Lemmon Survey |
| 476179 - | 2007 TM440               | 15 ottobre 2007   | Mt. Lemmon Survey |
| 476180 - | 2007 TM441               | 25 settembre 2007 | Mt. Lemmon Survey |
| 476181 - | 2007 TS447               | 13 ottobre 2007   | LINEAR            |
| 476182 - | 2007 TV449               | 10 ottobre 2007   | Mt. Lemmon Survey |
| 476183 - | 2007 TW449               | 10 ottobre 2007   | Spacewatch        |
| 476184 - | 2007 TY451               | 12 ottobre 2007   | LINEAR            |
| 476185 - | 2007 TO452               | 9 ottobre 2007    | Spacewatch        |
| 476186 - | 2007 UN8                 | 16 ottobre 2007   | CSS               |
| 476187 - | 2007 UQ13                | 30 ottobre 2007   | Mt. Lemmon Survey |
| 476188 - | 2007 UT17                | 18 ottobre 2007   | Spacewatch        |
| 476189 - | 2007 UP24                | 8 ottobre 2007    | Mt. Lemmon Survey |
| 476190 - | 2007 UR26                | 16 ottobre 2007   | Mt. Lemmon Survey |
| 476191 - | 2007 UP28                | 16 ottobre 2007   | Spacewatch        |
| 476192 - | 2007 UO40                | 8 ottobre 2007    | Spacewatch        |
| 476193 - | 2007 US40                | 16 ottobre 2007   | Spacewatch        |
| 476194 - | 2007 UH41                | 16 ottobre 2007   | Spacewatch        |
| 476195 - | 2007 UJ41                | 12 settembre 2007 | Mt. Lemmon Survey |
| 476196 - | 2007 UB43                | 18 ottobre 2007   | Spacewatch        |
| 476197 - | 2007 UW45                | 19 ottobre 2007   | Spacewatch        |
| 476198 - | 2007 UD46                | 20 ottobre 2007   | CSS               |
| 476199 - | 2007 UY51                | 24 ottobre 2007   | Mt. Lemmon Survey |
| 476200 - | 2007 UX55                | 7 ottobre 2007    | Spacewatch        |

## 476201-476300
| Nome     | Designazione provvisoria | Data di scoperta  | Scopritore        |
| -------- | ------------------------ | ----------------- | ----------------- |
| 476201 - | 2007 UD58                | 30 ottobre 2007   | Mt. Lemmon Survey |
| 476202 - | 2007 UE59                | 10 ottobre 2007   | Spacewatch        |
| 476203 - | 2007 UP60                | 18 settembre 2007 | Mt. Lemmon Survey |
| 476204 - | 2007 US62                | 30 ottobre 2007   | Mt. Lemmon Survey |
| 476205 - | 2007 UD71                | 18 ottobre 2007   | Spacewatch        |
| 476206 - | 2007 UO74                | 21 ottobre 2007   | Spacewatch        |
| 476207 - | 2007 UH78                | 17 ottobre 2007   | Mt. Lemmon Survey |
| 476208 - | 2007 UE87                | 30 ottobre 2007   | Spacewatch        |
| 476209 - | 2007 UL89                | 30 ottobre 2007   | Mt. Lemmon Survey |
| 476210 - | 2007 UC91                | 18 ottobre 2007   | Spacewatch        |
| 476211 - | 2007 UY93                | 31 ottobre 2007   | Mt. Lemmon Survey |
| 476212 - | 2007 UX97                | 30 ottobre 2007   | Mt. Lemmon Survey |
| 476213 - | 2007 UN102               | 30 ottobre 2007   | Mt. Lemmon Survey |
| 476214 - | 2007 UT102               | 30 ottobre 2007   | Mt. Lemmon Survey |
| 476215 - | 2007 US107               | 30 ottobre 2007   | Spacewatch        |
| 476216 - | 2007 UX109               | 30 ottobre 2007   | Mt. Lemmon Survey |
| 476217 - | 2007 UP112               | 4 ottobre 2007    | Spacewatch        |
| 476218 - | 2007 UU114               | 31 ottobre 2007   | Spacewatch        |
| 476219 - | 2007 US116               | 10 ottobre 2007   | CSS               |
| 476220 - | 2007 UK129               | 21 ottobre 2007   | Mt. Lemmon Survey |
| 476221 - | 2007 UA130               | 16 ottobre 2007   | CSS               |
| 476222 - | 2007 UM131               | 16 ottobre 2007   | Mt. Lemmon Survey |
| 476223 - | 2007 UW134               | 30 ottobre 2007   | Spacewatch        |
| 476224 - | 2007 UW136               | 24 ottobre 2007   | Mt. Lemmon Survey |
| 476225 - | 2007 UT140               | 20 ottobre 2007   | Mt. Lemmon Survey |
| 476226 - | 2007 VU16                | 10 ottobre 2007   | Spacewatch        |
| 476227 - | 2007 VX18                | 1º novembre 2007  | Mt. Lemmon Survey |
| 476228 - | 2007 VU20                | 13 ottobre 2007   | Mt. Lemmon Survey |
| 476229 - | 2007 VZ20                | 2 novembre 2007   | Mt. Lemmon Survey |
| 476230 - | 2007 VC24                | 2 novembre 2007   | Mt. Lemmon Survey |
| 476231 - | 2007 VT25                | 18 ottobre 2007   | Spacewatch        |
| 476232 - | 2007 VO29                | 9 ottobre 2007    | Spacewatch        |
| 476233 - | 2007 VW31                | 2 novembre 2007   | Spacewatch        |
| 476234 - | 2007 VJ34                | 15 settembre 2007 | Mt. Lemmon Survey |
| 476235 - | 2007 VE35                | 20 ottobre 2007   | Mt. Lemmon Survey |
| 476236 - | 2007 VY36                | 10 ottobre 2007   | Spacewatch        |
| 476237 - | 2007 VD41                | 18 ottobre 2007   | Spacewatch        |
| 476238 - | 2007 VF57                | 1º novembre 2007  | Spacewatch        |
| 476239 - | 2007 VP57                | 1º novembre 2007  | Spacewatch        |
| 476240 - | 2007 VW61                | 1º novembre 2007  | Spacewatch        |
| 476241 - | 2007 VH64                | 1º novembre 2007  | Spacewatch        |
| 476242 - | 2007 VT65                | 2 novembre 2007   | Mt. Lemmon Survey |
| 476243 - | 2007 VJ66                | 14 settembre 2007 | Mt. Lemmon Survey |
| 476244 - | 2007 VL67                | 3 novembre 2007   | Spacewatch        |
| 476245 - | 2007 VC69                | 14 settembre 2007 | Mt. Lemmon Survey |
| 476246 - | 2007 VT74                | 3 novembre 2007   | Spacewatch        |
| 476247 - | 2007 VT76                | 12 ottobre 2007   | Spacewatch        |
| 476248 - | 2007 VB77                | 8 ottobre 2007    | Spacewatch        |
| 476249 - | 2007 VV77                | 3 novembre 2007   | Spacewatch        |
| 476250 - | 2007 VU79                | 3 novembre 2007   | Spacewatch        |
| 476251 - | 2007 VU84                | 10 ottobre 2007   | Spacewatch        |
| 476252 - | 2007 VG91                | 19 ottobre 2007   | Spacewatch        |
| 476253 - | 2007 VJ94                | 4 novembre 2007   | Spacewatch        |
| 476254 - | 2007 VG97                | 1º novembre 2007  | Spacewatch        |
| 476255 - | 2007 VW97                | 1º novembre 2007  | Spacewatch        |
| 476256 - | 2007 VC99                | 2 novembre 2007   | Mt. Lemmon Survey |
| 476257 - | 2007 VE103               | 12 settembre 2007 | Mt. Lemmon Survey |
| 476258 - | 2007 VF103               | 3 novembre 2007   | Spacewatch        |
| 476259 - | 2007 VJ103               | 9 ottobre 2007    | Mt. Lemmon Survey |
| 476260 - | 2007 VS104               | 3 novembre 2007   | Spacewatch        |
| 476261 - | 2007 VS110               | 3 novembre 2007   | Spacewatch        |
| 476262 - | 2007 VC117               | 3 novembre 2007   | Spacewatch        |
| 476263 - | 2007 VN124               | 5 novembre 2007   | Mt. Lemmon Survey |
| 476264 - | 2007 VX124               | 5 novembre 2007   | Mt. Lemmon Survey |
| 476265 - | 2007 VO142               | 4 novembre 2007   | Spacewatch        |
| 476266 - | 2007 VV145               | 4 novembre 2007   | Spacewatch        |
| 476267 - | 2007 VF154               | 12 settembre 2007 | Mt. Lemmon Survey |
| 476268 - | 2007 VH158               | 5 novembre 2007   | Spacewatch        |
| 476269 - | 2007 VM160               | 20 ottobre 2007   | Mt. Lemmon Survey |
| 476270 - | 2007 VC161               | 5 novembre 2007   | Spacewatch        |
| 476271 - | 2007 VG163               | 5 novembre 2007   | Spacewatch        |
| 476272 - | 2007 VT168               | 5 novembre 2007   | Spacewatch        |
| 476273 - | 2007 VZ177               | 7 novembre 2007   | Mt. Lemmon Survey |
| 476274 - | 2007 VQ178               | 7 novembre 2007   | Mt. Lemmon Survey |
| 476275 - | 2007 VF183               | 8 novembre 2007   | CSS               |
| 476276 - | 2007 VV195               | 7 novembre 2007   | Mt. Lemmon Survey |
| 476277 - | 2007 VH199               | 9 novembre 2007   | Mt. Lemmon Survey |
| 476278 - | 2007 VZ213               | 20 ottobre 2007   | Mt. Lemmon Survey |
| 476279 - | 2007 VB218               | 5 novembre 2007   | Spacewatch        |
| 476280 - | 2007 VD218               | 9 novembre 2007   | Spacewatch        |
| 476281 - | 2007 VL222               | 13 ottobre 2007   | Spacewatch        |
| 476282 - | 2007 VT225               | 18 ottobre 2007   | Spacewatch        |
| 476283 - | 2007 VN227               | 3 novembre 2007   | Spacewatch        |
| 476284 - | 2007 VB231               | 3 novembre 2007   | Spacewatch        |
| 476285 - | 2007 VJ238               | 16 ottobre 2007   | Mt. Lemmon Survey |
| 476286 - | 2007 VW239               | 5 novembre 2007   | Spacewatch        |
| 476287 - | 2007 VG242               | 5 novembre 2007   | CSS               |
| 476288 - | 2007 VM244               | 15 novembre 2007  | OAM               |
| 476289 - | 2007 VU256               | 13 novembre 2007  | Mt. Lemmon Survey |
| 476290 - | 2007 VT263               | 13 novembre 2007  | Mt. Lemmon Survey |
| 476291 - | 2007 VS284               | 14 novembre 2007  | Spacewatch        |
| 476292 - | 2007 VG295               | 19 ottobre 2007   | Spacewatch        |
| 476293 - | 2007 VY307               | 5 novembre 2007   | Spacewatch        |
| 476294 - | 2007 VZ310               | 8 novembre 2007   | Mt. Lemmon Survey |
| 476295 - | 2007 VW315               | 8 novembre 2007   | Spacewatch        |
| 476296 - | 2007 VE319               | 3 novembre 2007   | Spacewatch        |
| 476297 - | 2007 VZ321               | 8 novembre 2007   | CSS               |
| 476298 - | 2007 VQ325               | 2 novembre 2007   | LINEAR            |
| 476299 - | 2007 VV326               | 4 novembre 2007   | Spacewatch        |
| 476300 - | 2007 VQ328               | 9 novembre 2007   | LINEAR            |

## 476301-476400
| Nome     | Designazione provvisoria | Data di scoperta | Scopritore        |
| -------- | ------------------------ | ---------------- | ----------------- |
| 476301 - | 2007 VZ332               | 9 novembre 2007  | LINEAR            |
| 476302 - | 2007 VD334               | 12 novembre 2007 | Mt. Lemmon Survey |
| 476303 - | 2007 VW334               | 14 novembre 2007 | Mt. Lemmon Survey |
| 476304 - | 2007 VH335               | 8 novembre 2007  | Mt. Lemmon Survey |
| 476305 - | 2007 WO26                | 18 novembre 2007 | Mt. Lemmon Survey |
| 476306 - | 2007 WW30                | 19 novembre 2007 | Spacewatch        |
| 476307 - | 2007 WU31                | 2 novembre 2007  | Spacewatch        |
| 476308 - | 2007 WL34                | 4 novembre 2007  | Spacewatch        |
| 476309 - | 2007 WD62                | 17 novembre 2007 | Spacewatch        |
| 476310 - | 2007 XA13                | 4 novembre 2007  | Spacewatch        |
| 476311 - | 2007 XF17                | 5 dicembre 2007  | Spacewatch        |
| 476312 - | 2007 XQ18                | 5 novembre 2007  | Spacewatch        |
| 476313 - | 2007 XE21                | 1º novembre 2007 | Spacewatch        |
| 476314 - | 2007 XU32                | 5 novembre 2007  | Mt. Lemmon Survey |
| 476315 - | 2007 XM33                | 3 novembre 2007  | Spacewatch        |
| 476316 - | 2007 XT43                | 5 dicembre 2007  | Spacewatch        |
| 476317 - | 2007 XC44                | 15 dicembre 2007 | Spacewatch        |
| 476318 - | 2007 XG55                | 15 dicembre 2007 | Spacewatch        |
| 476319 - | 2007 XW55                | 21 ottobre 2007  | Mt. Lemmon Survey |
| 476320 - | 2007 YE2                 | 16 dicembre 2007 | OAM               |
| 476321 - | 2007 YX3                 | 17 dicembre 2007 | Sárneczky, K.     |
| 476322 - | 2007 YZ5                 | 14 ottobre 2007  | Mt. Lemmon Survey |
| 476323 - | 2007 YL7                 | 16 dicembre 2007 | Spacewatch        |
| 476324 - | 2007 YQ10                | 16 dicembre 2007 | Mt. Lemmon Survey |
| 476325 - | 2007 YG26                | 18 dicembre 2007 | Mt. Lemmon Survey |
| 476326 - | 2007 YX28                | 19 dicembre 2007 | Spacewatch        |
| 476327 - | 2007 YM41                | 30 dicembre 2007 | Spacewatch        |
| 476328 - | 2007 YW63                | 31 dicembre 2007 | Spacewatch        |
| 476329 - | 2007 YS65                | 31 dicembre 2007 | Mt. Lemmon Survey |
| 476330 - | 2007 YV66                | 30 dicembre 2007 | Spacewatch        |
| 476331 - | 2008 AW20                | 10 gennaio 2008  | Mt. Lemmon Survey |
| 476332 - | 2008 AT31                | 7 novembre 2007  | Mt. Lemmon Survey |
| 476333 - | 2008 AW36                | 31 dicembre 2007 | CSS               |
| 476334 - | 2008 AR37                | 10 gennaio 2008  | Spacewatch        |
| 476335 - | 2008 AP43                | 18 novembre 2007 | Mt. Lemmon Survey |
| 476336 - | 2008 AQ44                | 18 novembre 2007 | Mt. Lemmon Survey |
| 476337 - | 2008 AY44                | 10 gennaio 2008  | Spacewatch        |
| 476338 - | 2008 AB53                | 11 gennaio 2008  | Spacewatch        |
| 476339 - | 2008 AS72                | 15 gennaio 2008  | LINEAR            |
| 476340 - | 2008 AQ73                | 10 gennaio 2008  | Mt. Lemmon Survey |
| 476341 - | 2008 AZ75                | 18 dicembre 2007 | Mt. Lemmon Survey |
| 476342 - | 2008 AT83                | 11 novembre 2007 | Mt. Lemmon Survey |
| 476343 - | 2008 AC98                | 14 gennaio 2008  | Spacewatch        |
| 476344 - | 2008 AM98                | 14 gennaio 2008  | Spacewatch        |
| 476345 - | 2008 AV105               | 4 dicembre 2007  | Mt. Lemmon Survey |
| 476346 - | 2008 AO111               | 14 dicembre 2007 | Mt. Lemmon Survey |
| 476347 - | 2008 AS117               | 10 gennaio 2008  | Mt. Lemmon Survey |
| 476348 - | 2008 AT123               | 6 gennaio 2008   | Wiegert, P. A.    |
| 476349 - | 2008 AC127               | 1º gennaio 2008  | Spacewatch        |
| 476350 - | 2008 AE127               | 1º gennaio 2008  | Mt. Lemmon Survey |
| 476351 - | 2008 AZ127               | 11 gennaio 2008  | Mt. Lemmon Survey |
| 476352 - | 2008 AK134               | 1º gennaio 2008  | Spacewatch        |
| 476353 - | 2008 BZ1                 | 11 gennaio 2008  | CSS               |
| 476354 - | 2008 BN3                 | 16 gennaio 2008  | Spacewatch        |
| 476355 - | 2008 BV12                | 18 gennaio 2008  | Spacewatch        |
| 476356 - | 2008 BR14                | 11 novembre 2007 | Mt. Lemmon Survey |
| 476357 - | 2008 BX22                | 31 gennaio 2008  | Mt. Lemmon Survey |
| 476358 - | 2008 BO33                | 30 gennaio 2008  | Spacewatch        |
| 476359 - | 2008 BR38                | 20 dicembre 2007 | Mt. Lemmon Survey |
| 476360 - | 2008 BA40                | 30 gennaio 2008  | CSS               |
| 476361 - | 2008 BP46                | 30 gennaio 2008  | Mt. Lemmon Survey |
| 476362 - | 2008 BS46                | 30 gennaio 2008  | Mt. Lemmon Survey |
| 476363 - | 2008 BJ49                | 18 gennaio 2008  | Spacewatch        |
| 476364 - | 2008 BP49                | 30 gennaio 2008  | Mt. Lemmon Survey |
| 476365 - | 2008 CX2                 | 1º febbraio 2008 | Mt. Lemmon Survey |
| 476366 - | 2008 CW11                | 3 febbraio 2008  | Spacewatch        |
| 476367 - | 2008 CH14                | 3 febbraio 2008  | Spacewatch        |
| 476368 - | 2008 CE19                | 3 febbraio 2008  | Spacewatch        |
| 476369 - | 2008 CL26                | 10 gennaio 2008  | Mt. Lemmon Survey |
| 476370 - | 2008 CB27                | 10 gennaio 2008  | Mt. Lemmon Survey |
| 476371 - | 2008 CY33                | 22 ottobre 2006  | Spacewatch        |
| 476372 - | 2008 CL34                | 2 febbraio 2008  | Spacewatch        |
| 476373 - | 2008 CO35                | 2 febbraio 2008  | Spacewatch        |
| 476374 - | 2008 CS35                | 2 febbraio 2008  | Spacewatch        |
| 476375 - | 2008 CK36                | 2 febbraio 2008  | Spacewatch        |
| 476376 - | 2008 CT36                | 2 febbraio 2008  | Spacewatch        |
| 476377 - | 2008 CD41                | 2 febbraio 2008  | Spacewatch        |
| 476378 - | 2008 CD43                | 2 febbraio 2008  | Spacewatch        |
| 476379 - | 2008 CG48                | 3 febbraio 2008  | Spacewatch        |
| 476380 - | 2008 CH48                | 3 febbraio 2008  | Spacewatch        |
| 476381 - | 2008 CS50                | 1º gennaio 2008  | Mt. Lemmon Survey |
| 476382 - | 2008 CO54                | 14 gennaio 2008  | Spacewatch        |
| 476383 - | 2008 CQ68                | 11 gennaio 2008  | Spacewatch        |
| 476384 - | 2008 CC69                | 20 gennaio 2008  | Spacewatch        |
| 476385 - | 2008 CH71                | 5 dicembre 2007  | Mt. Lemmon Survey |
| 476386 - | 2008 CX76                | 6 febbraio 2008  | CSS               |
| 476387 - | 2008 CS90                | 8 febbraio 2008  | Spacewatch        |
| 476388 - | 2008 CL108               | 9 febbraio 2008  | CSS               |
| 476389 - | 2008 CG127               | 31 gennaio 2008  | Mt. Lemmon Survey |
| 476390 - | 2008 CZ133               | 12 gennaio 2008  | Spacewatch        |
| 476391 - | 2008 CQ136               | 10 gennaio 2008  | Spacewatch        |
| 476392 - | 2008 CW149               | 9 febbraio 2008  | Spacewatch        |
| 476393 - | 2008 CD163               | 2 febbraio 2008  | Spacewatch        |
| 476394 - | 2008 CJ164               | 12 gennaio 2008  | Mt. Lemmon Survey |
| 476395 - | 2008 CQ171               | 12 febbraio 2008 | Mt. Lemmon Survey |
| 476396 - | 2008 CP182               | 11 febbraio 2008 | Mt. Lemmon Survey |
| 476397 - | 2008 CE191               | 2 febbraio 2008  | Spacewatch        |
| 476398 - | 2008 CQ191               | 2 febbraio 2008  | Spacewatch        |
| 476399 - | 2008 CR196               | 7 febbraio 2008  | Mt. Lemmon Survey |
| 476400 - | 2008 CC200               | 9 febbraio 2008  | CSS               |

## 476401-476500
| Nome     | Designazione provvisoria | Data di scoperta | Scopritore             |
| -------- | ------------------------ | ---------------- | ---------------------- |
| 476401 - | 2008 CF203               | 10 febbraio 2008 | Mt. Lemmon Survey      |
| 476402 - | 2008 CE205               | 11 febbraio 2008 | Mt. Lemmon Survey      |
| 476403 - | 2008 CE207               | 12 febbraio 2008 | Spacewatch             |
| 476404 - | 2008 CG207               | 13 febbraio 2008 | Spacewatch             |
| 476405 - | 2008 CK207               | 13 febbraio 2008 | Spacewatch             |
| 476406 - | 2008 CO207               | 13 febbraio 2008 | Spacewatch             |
| 476407 - | 2008 CW207               | 10 febbraio 2008 | Spacewatch             |
| 476408 - | 2008 CU210               | 2 febbraio 2008  | Spacewatch             |
| 476409 - | 2008 CU212               | 8 febbraio 2008  | Mt. Lemmon Survey      |
| 476410 - | 2008 DY1                 | 24 febbraio 2008 | Spacewatch             |
| 476411 - | 2008 DK3                 | 8 febbraio 2008  | Spacewatch             |
| 476412 - | 2008 DQ3                 | 30 gennaio 2008  | Mt. Lemmon Survey      |
| 476413 - | 2008 DD13                | 7 febbraio 2008  | Spacewatch             |
| 476414 - | 2008 DT17                | 26 febbraio 2008 | Mt. Lemmon Survey      |
| 476415 - | 2008 DX20                | 28 febbraio 2008 | Spacewatch             |
| 476416 - | 2008 DC26                | 29 febbraio 2008 | PMO NEO Survey Program |
| 476417 - | 2008 DO28                | 10 gennaio 2008  | Mt. Lemmon Survey      |
| 476418 - | 2008 DO29                | 19 gennaio 2008  | Spacewatch             |
| 476419 - | 2008 DS31                | 2 febbraio 2008  | Spacewatch             |
| 476420 - | 2008 DP32                | 27 febbraio 2008 | Spacewatch             |
| 476421 - | 2008 DE34                | 11 gennaio 2008  | Spacewatch             |
| 476422 - | 2008 DT34                | 10 febbraio 2008 | Spacewatch             |
| 476423 - | 2008 DE55                | 26 febbraio 2008 | Spacewatch             |
| 476424 - | 2008 DS59                | 31 gennaio 2008  | Spacewatch             |
| 476425 - | 2008 DO62                | 28 febbraio 2008 | Mt. Lemmon Survey      |
| 476426 - | 2008 DR65                | 9 febbraio 2008  | Mt. Lemmon Survey      |
| 476427 - | 2008 DR67                | 29 febbraio 2008 | Spacewatch             |
| 476428 - | 2008 DR71                | 2 febbraio 2008  | Spacewatch             |
| 476429 - | 2008 DG77                | 30 gennaio 2008  | Spacewatch             |
| 476430 - | 2008 DY78                | 7 febbraio 2008  | LINEAR                 |
| 476431 - | 2008 DA82                | 28 febbraio 2008 | Spacewatch             |
| 476432 - | 2008 DZ82                | 28 febbraio 2008 | Mt. Lemmon Survey      |
| 476433 - | 2008 DV83                | 28 febbraio 2008 | Spacewatch             |
| 476434 - | 2008 DQ87                | 29 febbraio 2008 | Mt. Lemmon Survey      |
| 476435 - | 2008 DY88                | 28 febbraio 2008 | Spacewatch             |
| 476436 - | 2008 DM89                | 28 febbraio 2008 | Mt. Lemmon Survey      |
| 476437 - | 2008 EQ3                 | 14 febbraio 2008 | Mt. Lemmon Survey      |
| 476438 - | 2008 EB9                 | 8 marzo 2008     | Spacewatch             |
| 476439 - | 2008 ET9                 | 30 gennaio 2008  | Mt. Lemmon Survey      |
| 476440 - | 2008 EA17                | 19 ottobre 2006  | Mt. Lemmon Survey      |
| 476441 - | 2008 EL26                | 12 febbraio 2008 | Mt. Lemmon Survey      |
| 476442 - | 2008 EL28                | 4 marzo 2008     | Mt. Lemmon Survey      |
| 476443 - | 2008 EP35                | 2 marzo 2008     | Mt. Lemmon Survey      |
| 476444 - | 2008 EA36                | 13 gennaio 2002  | LINEAR                 |
| 476445 - | 2008 EW39                | 29 febbraio 2008 | Spacewatch             |
| 476446 - | 2008 EN40                | 4 marzo 2008     | Spacewatch             |
| 476447 - | 2008 EW41                | 4 marzo 2008     | Spacewatch             |
| 476448 - | 2008 EQ45                | 12 febbraio 2008 | Mt. Lemmon Survey      |
| 476449 - | 2008 EW45                | 5 marzo 2008     | Spacewatch             |
| 476450 - | 2008 EO50                | 6 marzo 2008     | Mt. Lemmon Survey      |
| 476451 - | 2008 EV50                | 6 marzo 2008     | Mt. Lemmon Survey      |
| 476452 - | 2008 EY50                | 6 marzo 2008     | Spacewatch             |
| 476453 - | 2008 EZ58                | 8 febbraio 2008  | Spacewatch             |
| 476454 - | 2008 EC65                | 9 marzo 2008     | Mt. Lemmon Survey      |
| 476455 - | 2008 EV70                | 15 gennaio 2008  | Mt. Lemmon Survey      |
| 476456 - | 2008 EY74                | 28 febbraio 2008 | Spacewatch             |
| 476457 - | 2008 EY79                | 20 gennaio 2008  | Mt. Lemmon Survey      |
| 476458 - | 2008 EP108               | 13 febbraio 2008 | Spacewatch             |
| 476459 - | 2008 EZ116               | 8 marzo 2008     | Spacewatch             |
| 476460 - | 2008 EB126               | 10 marzo 2008    | Spacewatch             |
| 476461 - | 2008 EG127               | 10 marzo 2008    | Spacewatch             |
| 476462 - | 2008 EG130               | 11 marzo 2008    | Spacewatch             |
| 476463 - | 2008 EF141               | 7 febbraio 2002  | Spacewatch             |
| 476464 - | 2008 EU149               | 5 marzo 2008     | Spacewatch             |
| 476465 - | 2008 ED153               | 11 marzo 2008    | Mt. Lemmon Survey      |
| 476466 - | 2008 EO154               | 5 marzo 2008     | Spacewatch             |
| 476467 - | 2008 EY156               | 5 marzo 2008     | LINEAR                 |
| 476468 - | 2008 ER158               | 10 marzo 2008    | Spacewatch             |
| 476469 - | 2008 EU164               | 1º marzo 2008    | Spacewatch             |
| 476470 - | 2008 EY164               | 1º marzo 2008    | Spacewatch             |
| 476471 - | 2008 FL2                 | 25 marzo 2008    | Spacewatch             |
| 476472 - | 2008 FP2                 | 11 gennaio 2008  | Mt. Lemmon Survey      |
| 476473 - | 2008 FG9                 | 29 agosto 2005   | Spacewatch             |
| 476474 - | 2008 FY18                | 27 marzo 2008    | Mt. Lemmon Survey      |
| 476475 - | 2008 FN20                | 10 marzo 2008    | Mt. Lemmon Survey      |
| 476476 - | 2008 FG22                | 27 marzo 2008    | Spacewatch             |
| 476477 - | 2008 FY30                | 3 febbraio 2008  | Spacewatch             |
| 476478 - | 2008 FN36                | 7 febbraio 2008  | Mt. Lemmon Survey      |
| 476479 - | 2008 FM42                | 7 febbraio 2008  | Mt. Lemmon Survey      |
| 476480 - | 2008 FD44                | 2 marzo 2008     | Spacewatch             |
| 476481 - | 2008 FZ44                | 28 marzo 2008    | Mt. Lemmon Survey      |
| 476482 - | 2008 FF49                | 2 marzo 2008     | Spacewatch             |
| 476483 - | 2008 FN52                | 28 marzo 2008    | Mt. Lemmon Survey      |
| 476484 - | 2008 FA56                | 12 marzo 2008    | Mt. Lemmon Survey      |
| 476485 - | 2008 FT63                | 16 dicembre 2007 | Spacewatch             |
| 476486 - | 2008 FV63                | 27 marzo 2008    | Spacewatch             |
| 476487 - | 2008 FR64                | 5 marzo 2008     | Mt. Lemmon Survey      |
| 476488 - | 2008 FK90                | 12 febbraio 2008 | Spacewatch             |
| 476489 - | 2008 FL98                | 30 marzo 2008    | Spacewatch             |
| 476490 - | 2008 FZ104               | 30 marzo 2008    | Spacewatch             |
| 476491 - | 2008 FY106               | 31 marzo 2008    | Spacewatch             |
| 476492 - | 2008 FG108               | 11 marzo 2008    | Spacewatch             |
| 476493 - | 2008 FR112               | 31 marzo 2008    | Spacewatch             |
| 476494 - | 2008 FS116               | 31 marzo 2008    | Spacewatch             |
| 476495 - | 2008 FQ120               | 31 marzo 2008    | Mt. Lemmon Survey      |
| 476496 - | 2008 FD123               | 28 marzo 2008    | Spacewatch             |
| 476497 - | 2008 FG126               | 27 marzo 2008    | Spacewatch             |
| 476498 - | 2008 FA133               | 30 marzo 2008    | Spacewatch             |
| 476499 - | 2008 FG136               | 26 marzo 2008    | Spacewatch             |
| 476500 - | 2008 GA6                 | 1º aprile 2008   | Spacewatch             |

## 476501-476600
| Nome     | Designazione provvisoria | Data di scoperta  | Scopritore        |
| -------- | ------------------------ | ----------------- | ----------------- |
| 476501 - | 2008 GS8                 | 1º aprile 2008    | Spacewatch        |
| 476502 - | 2008 GP10                | 1º aprile 2008    | Spacewatch        |
| 476503 - | 2008 GE17                | 3 aprile 2008     | Spacewatch        |
| 476504 - | 2008 GD20                | 31 marzo 2008     | Mt. Lemmon Survey |
| 476505 - | 2008 GA22                | 13 aprile 2008    | Sierra Nevada     |
| 476506 - | 2008 GE32                | 3 aprile 2008     | Spacewatch        |
| 476507 - | 2008 GT34                | 3 aprile 2008     | Mt. Lemmon Survey |
| 476508 - | 2008 GG43                | 4 aprile 2008     | Mt. Lemmon Survey |
| 476509 - | 2008 GX48                | 26 febbraio 2008  | Mt. Lemmon Survey |
| 476510 - | 2008 GY50                | 1º ottobre 2005   | Spacewatch        |
| 476511 - | 2008 GP52                | 5 aprile 2008     | Mt. Lemmon Survey |
| 476512 - | 2008 GA58                | 28 marzo 2008     | Mt. Lemmon Survey |
| 476513 - | 2008 GW61                | 5 aprile 2008     | Mt. Lemmon Survey |
| 476514 - | 2008 GD69                | 6 aprile 2008     | Spacewatch        |
| 476515 - | 2008 GM70                | 6 aprile 2008     | Mt. Lemmon Survey |
| 476516 - | 2008 GW72                | 2 marzo 2008      | Spacewatch        |
| 476517 - | 2008 GR73                | 31 marzo 2008     | Mt. Lemmon Survey |
| 476518 - | 2008 GN75                | 3 aprile 2008     | Spacewatch        |
| 476519 - | 2008 GM77                | 7 aprile 2008     | Spacewatch        |
| 476520 - | 2008 GU82                | 5 marzo 2008      | Spacewatch        |
| 476521 - | 2008 GH84                | 8 aprile 2008     | Mt. Lemmon Survey |
| 476522 - | 2008 GH88                | 29 marzo 2008     | Mt. Lemmon Survey |
| 476523 - | 2008 GO90                | 6 aprile 2008     | Spacewatch        |
| 476524 - | 2008 GU93                | 7 aprile 2008     | Spacewatch        |
| 476525 - | 2008 GQ95                | 7 marzo 2008      | Mt. Lemmon Survey |
| 476526 - | 2008 GP99                | 9 aprile 2008     | Spacewatch        |
| 476527 - | 2008 GY104               | 11 aprile 2008    | Spacewatch        |
| 476528 - | 2008 GX111               | 8 marzo 2008      | LINEAR            |
| 476529 - | 2008 GJ117               | 11 aprile 2008    | Spacewatch        |
| 476530 - | 2008 GD126               | 4 aprile 2008     | CSS               |
| 476531 - | 2008 GX129               | 4 aprile 2008     | Mt. Lemmon Survey |
| 476532 - | 2008 GT131               | 6 aprile 2008     | Spacewatch        |
| 476533 - | 2008 GZ138               | 1º aprile 2008    | Spacewatch        |
| 476534 - | 2008 GQ141               | 1º aprile 2008    | Spacewatch        |
| 476535 - | 2008 GP143               | 14 aprile 2008    | CSS               |
| 476536 - | 2008 HE5                 | 13 marzo 2008     | Spacewatch        |
| 476537 - | 2008 HE6                 | 10 marzo 2008     | Spacewatch        |
| 476538 - | 2008 HN9                 | 24 aprile 2008    | Mt. Lemmon Survey |
| 476539 - | 2008 HL14                | 25 aprile 2008    | Spacewatch        |
| 476540 - | 2008 HC24                | 3 aprile 2008     | Mt. Lemmon Survey |
| 476541 - | 2008 HM36                | 4 aprile 2008     | Spacewatch        |
| 476542 - | 2008 HV36                | 4 aprile 2008     | Spacewatch        |
| 476543 - | 2008 HQ43                | 27 aprile 2008    | Mt. Lemmon Survey |
| 476544 - | 2008 HB44                | 27 aprile 2008    | Mt. Lemmon Survey |
| 476545 - | 2008 HD46                | 28 aprile 2008    | Spacewatch        |
| 476546 - | 2008 HO50                | 29 aprile 2008    | Spacewatch        |
| 476547 - | 2008 HH51                | 14 aprile 2008    | Spacewatch        |
| 476548 - | 2008 HO56                | 30 aprile 2008    | Spacewatch        |
| 476549 - | 2008 JB10                | 29 aprile 2008    | Spacewatch        |
| 476550 - | 2008 JQ10                | 30 marzo 2008     | Spacewatch        |
| 476551 - | 2008 JO13                | 5 maggio 2008     | Mt. Lemmon Survey |
| 476552 - | 2008 JQ16                | 3 aprile 2008     | Mt. Lemmon Survey |
| 476553 - | 2008 JR16                | 3 maggio 2008     | Mt. Lemmon Survey |
| 476554 - | 2008 JN18                | 31 marzo 2008     | Spacewatch        |
| 476555 - | 2008 JJ27                | 8 maggio 2008     | Spacewatch        |
| 476556 - | 2008 JM33                | 11 maggio 2008    | Spacewatch        |
| 476557 - | 2008 KA1                 | 26 maggio 2008    | Spacewatch        |
| 476558 - | 2008 KP21                | 28 maggio 2008    | Mt. Lemmon Survey |
| 476559 - | 2008 OC10                | 28 luglio 2008    | Kugel, F.         |
| 476560 - | 2008 OP12                | 28 luglio 2008    | OAM               |
| 476561 - | 2008 OU20                | 29 luglio 2008    | Spacewatch        |
| 476562 - | 2008 OB21                | 29 luglio 2008    | Spacewatch        |
| 476563 - | 2008 PD19                | 7 agosto 2008     | Spacewatch        |
| 476564 - | 2008 QL21                | 26 agosto 2008    | LINEAR            |
| 476565 - | 2008 QA37                | 21 agosto 2008    | Spacewatch        |
| 476566 - | 2008 RC4                 | 2 settembre 2008  | Spacewatch        |
| 476567 - | 2008 RY9                 | 3 settembre 2008  | Spacewatch        |
| 476568 - | 2008 RE12                | 3 settembre 2008  | Spacewatch        |
| 476569 - | 2008 RJ16                | 24 agosto 2008    | Spacewatch        |
| 476570 - | 2008 RH23                | 4 settembre 2008  | LINEAR            |
| 476571 - | 2008 RZ28                | 2 settembre 2008  | Spacewatch        |
| 476572 - | 2008 RX30                | 2 settembre 2008  | Spacewatch        |
| 476573 - | 2008 RA35                | 24 agosto 2008    | Spacewatch        |
| 476574 - | 2008 RG40                | 2 settembre 2008  | Spacewatch        |
| 476575 - | 2008 RQ41                | 2 settembre 2008  | Spacewatch        |
| 476576 - | 2008 RZ43                | 2 settembre 2008  | Spacewatch        |
| 476577 - | 2008 RQ44                | 2 settembre 2008  | Spacewatch        |
| 476578 - | 2008 RX57                | 3 settembre 2008  | Spacewatch        |
| 476579 - | 2008 RC63                | 7 settembre 2004  | Spacewatch        |
| 476580 - | 2008 RZ88                | 5 settembre 2008  | Spacewatch        |
| 476581 - | 2008 RY117               | 9 settembre 2008  | Mt. Lemmon Survey |
| 476582 - | 2008 RW123               | 6 settembre 2008  | Mt. Lemmon Survey |
| 476583 - | 2008 RA131               | 6 settembre 2008  | Mt. Lemmon Survey |
| 476584 - | 2008 RP131               | 5 settembre 2008  | Spacewatch        |
| 476585 - | 2008 RM135               | 3 settembre 2008  | Spacewatch        |
| 476586 - | 2008 RV135               | 3 settembre 2008  | Spacewatch        |
| 476587 - | 2008 RP137               | 5 settembre 2008  | Spacewatch        |
| 476588 - | 2008 RB139               | 6 settembre 2008  | Mt. Lemmon Survey |
| 476589 - | 2008 SU11                | 25 settembre 2008 | Bickel, W.        |
| 476590 - | 2008 SR13                | 24 agosto 2008    | LINEAR            |
| 476591 - | 2008 SL19                | 7 agosto 2008     | Spacewatch        |
| 476592 - | 2008 SS21                | 29 luglio 2008    | Spacewatch        |
| 476593 - | 2008 SD38                | 6 settembre 2008  | Mt. Lemmon Survey |
| 476594 - | 2008 SH40                | 20 settembre 2008 | Spacewatch        |
| 476595 - | 2008 SE44                | 20 settembre 2008 | Spacewatch        |
| 476596 - | 2008 SU49                | 20 settembre 2008 | Mt. Lemmon Survey |
| 476597 - | 2008 ST54                | 20 settembre 2008 | Mt. Lemmon Survey |
| 476598 - | 2008 SB72                | 9 settembre 2008  | Mt. Lemmon Survey |
| 476599 - | 2008 SA74                | 23 settembre 2008 | Spacewatch        |
| 476600 - | 2008 SQ83                | 27 settembre 2008 | Ries, W.          |

## 476601-476700
| Nome     | Designazione provvisoria | Data di scoperta  | Scopritore        |
| -------- | ------------------------ | ----------------- | ----------------- |
| 476601 - | 2008 SE85                | 28 settembre 2008 | CSS               |
| 476602 - | 2008 SZ96                | 21 settembre 2008 | Spacewatch        |
| 476603 - | 2008 ST99                | 21 settembre 2008 | Spacewatch        |
| 476604 - | 2008 SQ105               | 21 settembre 2008 | Spacewatch        |
| 476605 - | 2008 SM110               | 22 settembre 2008 | Spacewatch        |
| 476606 - | 2008 SM120               | 22 settembre 2008 | Mt. Lemmon Survey |
| 476607 - | 2008 SL124               | 22 settembre 2008 | Mt. Lemmon Survey |
| 476608 - | 2008 SF125               | 22 settembre 2008 | Mt. Lemmon Survey |
| 476609 - | 2008 SR130               | 22 settembre 2008 | Spacewatch        |
| 476610 - | 2008 SE132               | 6 settembre 2008  | Mt. Lemmon Survey |
| 476611 - | 2008 SV135               | 6 settembre 2008  | Mt. Lemmon Survey |
| 476612 - | 2008 SK137               | 23 settembre 2008 | Spacewatch        |
| 476613 - | 2008 SV137               | 23 settembre 2008 | Spacewatch        |
| 476614 - | 2008 SK138               | 23 settembre 2008 | Spacewatch        |
| 476615 - | 2008 SJ142               | 24 settembre 2008 | Mt. Lemmon Survey |
| 476616 - | 2008 ST142               | 24 settembre 2008 | Mt. Lemmon Survey |
| 476617 - | 2008 SX143               | 9 settembre 2008  | Mt. Lemmon Survey |
| 476618 - | 2008 SG151               | 24 agosto 2008    | Spacewatch        |
| 476619 - | 2008 SA155               | 22 settembre 2008 | Mt. Lemmon Survey |
| 476620 - | 2008 SD157               | 24 settembre 2008 | LINEAR            |
| 476621 - | 2008 SP162               | 10 settembre 2008 | Spacewatch        |
| 476622 - | 2008 SC163               | 3 settembre 2008  | Spacewatch        |
| 476623 - | 2008 SQ167               | 28 settembre 2008 | LINEAR            |
| 476624 - | 2008 SE182               | 24 settembre 2008 | Mt. Lemmon Survey |
| 476625 - | 2008 SA188               | 25 settembre 2008 | Spacewatch        |
| 476626 - | 2008 SP189               | 25 settembre 2008 | Spacewatch        |
| 476627 - | 2008 SB190               | 25 settembre 2008 | Spacewatch        |
| 476628 - | 2008 SV194               | 25 settembre 2008 | Spacewatch        |
| 476629 - | 2008 SG198               | 25 settembre 2008 | Spacewatch        |
| 476630 - | 2008 SA200               | 26 settembre 2008 | Spacewatch        |
| 476631 - | 2008 SW200               | 22 settembre 2008 | Spacewatch        |
| 476632 - | 2008 SQ213               | 24 agosto 2008    | Spacewatch        |
| 476633 - | 2008 SQ217               | 29 settembre 2008 | Spacewatch        |
| 476634 - | 2008 SR217               | 29 settembre 2008 | Spacewatch        |
| 476635 - | 2008 SD233               | 4 settembre 2008  | Spacewatch        |
| 476636 - | 2008 SA244               | 24 settembre 2008 | Spacewatch        |
| 476637 - | 2008 SX250               | 24 settembre 2008 | Spacewatch        |
| 476638 - | 2008 SO252               | 27 settembre 2008 | Mt. Lemmon Survey |
| 476639 - | 2008 SD253               | 21 settembre 2008 | Spacewatch        |
| 476640 - | 2008 SX253               | 22 settembre 2008 | Spacewatch        |
| 476641 - | 2008 SL254               | 22 settembre 2008 | Mt. Lemmon Survey |
| 476642 - | 2008 SW257               | 22 settembre 2008 | Mt. Lemmon Survey |
| 476643 - | 2008 SS260               | 23 settembre 2008 | CSS               |
| 476644 - | 2008 SN264               | 25 settembre 2008 | Spacewatch        |
| 476645 - | 2008 SD266               | 29 settembre 2008 | Spacewatch        |
| 476646 - | 2008 SS269               | 22 settembre 2008 | Spacewatch        |
| 476647 - | 2008 SH270               | 24 settembre 2008 | Spacewatch        |
| 476648 - | 2008 SK271               | 29 settembre 2008 | CSS               |
| 476649 - | 2008 SG273               | 23 settembre 2008 | Mt. Lemmon Survey |
| 476650 - | 2008 SP273               | 29 settembre 2008 | Mt. Lemmon Survey |
| 476651 - | 2008 SZ282               | 29 settembre 2008 | Mt. Lemmon Survey |
| 476652 - | 2008 SF283               | 22 settembre 2008 | Mt. Lemmon Survey |
| 476653 - | 2008 SF284               | 23 settembre 2008 | Mt. Lemmon Survey |
| 476654 - | 2008 SJ284               | 24 settembre 2008 | Spacewatch        |
| 476655 - | 2008 SD288               | 23 settembre 2008 | Spacewatch        |
| 476656 - | 2008 SE290               | 29 settembre 2008 | Spacewatch        |
| 476657 - | 2008 SC300               | 22 settembre 2008 | Spacewatch        |
| 476658 - | 2008 SP303               | 24 settembre 2008 | CSS               |
| 476659 - | 2008 SO306               | 28 settembre 2008 | Mt. Lemmon Survey |
| 476660 - | 2008 SW309               | 29 settembre 2008 | Mt. Lemmon Survey |
| 476661 - | 2008 TB8                 | 4 ottobre 2008    | OAM               |
| 476662 - | 2008 TH8                 | 4 ottobre 2008    | OAM               |
| 476663 - | 2008 TG10                | 7 settembre 2008  | Mt. Lemmon Survey |
| 476664 - | 2008 TC17                | 1º ottobre 2008   | Mt. Lemmon Survey |
| 476665 - | 2008 TH17                | 22 settembre 2008 | Mt. Lemmon Survey |
| 476666 - | 2008 TC18                | 1º ottobre 2008   | Mt. Lemmon Survey |
| 476667 - | 2008 TB31                | 24 settembre 2008 | Spacewatch        |
| 476668 - | 2008 TC33                | 1º ottobre 2008   | Spacewatch        |
| 476669 - | 2008 TN33                | 3 febbraio 2006   | Spacewatch        |
| 476670 - | 2008 TW35                | 1º ottobre 2008   | Mt. Lemmon Survey |
| 476671 - | 2008 TR39                | 21 settembre 2008 | Spacewatch        |
| 476672 - | 2008 TX39                | 1º ottobre 2008   | Spacewatch        |
| 476673 - | 2008 TN44                | 1º ottobre 2008   | Mt. Lemmon Survey |
| 476674 - | 2008 TX47                | 1º ottobre 2008   | Spacewatch        |
| 476675 - | 2008 TD51                | 2 ottobre 2008    | Spacewatch        |
| 476676 - | 2008 TU54                | 2 ottobre 2008    | Spacewatch        |
| 476677 - | 2008 TV55                | 2 ottobre 2008    | Spacewatch        |
| 476678 - | 2008 TP58                | 24 settembre 2008 | Spacewatch        |
| 476679 - | 2008 TV63                | 22 settembre 2008 | Mt. Lemmon Survey |
| 476680 - | 2008 TN64                | 2 ottobre 2008    | Spacewatch        |
| 476681 - | 2008 TB67                | 2 ottobre 2008    | Spacewatch        |
| 476682 - | 2008 TY73                | 2 ottobre 2008    | Spacewatch        |
| 476683 - | 2008 TR74                | 2 ottobre 2008    | Spacewatch        |
| 476684 - | 2008 TE79                | 24 settembre 2008 | Spacewatch        |
| 476685 - | 2008 TN80                | 24 settembre 2008 | Spacewatch        |
| 476686 - | 2008 TW85                | 3 ottobre 2008    | Mt. Lemmon Survey |
| 476687 - | 2008 TP88                | 3 ottobre 2008    | Mt. Lemmon Survey |
| 476688 - | 2008 TN95                | 6 ottobre 2008    | Spacewatch        |
| 476689 - | 2008 TL99                | 6 ottobre 2008    | Spacewatch        |
| 476690 - | 2008 TY101               | 6 ottobre 2008    | Spacewatch        |
| 476691 - | 2008 TS102               | 6 ottobre 2008    | Spacewatch        |
| 476692 - | 2008 TO103               | 6 ottobre 2008    | Spacewatch        |
| 476693 - | 2008 TX103               | 6 ottobre 2008    | Spacewatch        |
| 476694 - | 2008 TH104               | 6 ottobre 2008    | Spacewatch        |
| 476695 - | 2008 TF107               | 6 ottobre 2008    | Mt. Lemmon Survey |
| 476696 - | 2008 TN119               | 5 settembre 2008  | Spacewatch        |
| 476697 - | 2008 TC121               | 7 ottobre 2008    | Spacewatch        |
| 476698 - | 2008 TG126               | 8 ottobre 2008    | Mt. Lemmon Survey |
| 476699 - | 2008 TY130               | 8 ottobre 2008    | Mt. Lemmon Survey |
| 476700 - | 2008 TU131               | 8 ottobre 2008    | Mt. Lemmon Survey |

## 476701-476800
| Nome     | Designazione provvisoria | Data di scoperta  | Scopritore        |
| -------- | ------------------------ | ----------------- | ----------------- |
| 476701 - | 2008 TX131               | 23 settembre 2008 | Spacewatch        |
| 476702 - | 2008 TX136               | 8 ottobre 2008    | Spacewatch        |
| 476703 - | 2008 TQ145               | 9 ottobre 2008    | Mt. Lemmon Survey |
| 476704 - | 2008 TH152               | 2 settembre 2008  | Spacewatch        |
| 476705 - | 2008 TO152               | 9 ottobre 2008    | Mt. Lemmon Survey |
| 476706 - | 2008 TT154               | 24 settembre 2008 | Mt. Lemmon Survey |
| 476707 - | 2008 TO161               | 2 febbraio 2006   | Mt. Lemmon Survey |
| 476708 - | 2008 TE165               | 2 ottobre 2008    | Spacewatch        |
| 476709 - | 2008 TG172               | 1º ottobre 2008   | Spacewatch        |
| 476710 - | 2008 TM172               | 6 ottobre 2008    | Mt. Lemmon Survey |
| 476711 - | 2008 TN172               | 7 ottobre 2008    | Mt. Lemmon Survey |
| 476712 - | 2008 TS172               | 3 ottobre 2008    | Mt. Lemmon Survey |
| 476713 - | 2008 TX177               | 9 ottobre 2008    | CSS               |
| 476714 - | 2008 TX181               | 1º ottobre 2008   | Spacewatch        |
| 476715 - | 2008 TB183               | 2 ottobre 2008    | LINEAR            |
| 476716 - | 2008 TG185               | 6 ottobre 2008    | CSS               |
| 476717 - | 2008 TZ185               | 7 ottobre 2008    | LINEAR            |
| 476718 - | 2008 TM186               | 7 ottobre 2008    | CSS               |
| 476719 - | 2008 TP186               | 8 ottobre 2008    | Spacewatch        |
| 476720 - | 2008 UU3                 | 22 ottobre 2008   | Bickel, W.        |
| 476721 - | 2008 UV4                 | 24 settembre 2008 | Mt. Lemmon Survey |
| 476722 - | 2008 UT6                 | 23 ottobre 2008   | Spacewatch        |
| 476723 - | 2008 UG12                | 23 settembre 2008 | Spacewatch        |
| 476724 - | 2008 UH16                | 18 ottobre 2008   | Spacewatch        |
| 476725 - | 2008 UW19                | 19 ottobre 2008   | Spacewatch        |
| 476726 - | 2008 UW21                | 22 settembre 2008 | Spacewatch        |
| 476727 - | 2008 UX21                | 19 ottobre 2008   | Spacewatch        |
| 476728 - | 2008 UZ24                | 6 settembre 2008  | Spacewatch        |
| 476729 - | 2008 UR29                | 22 settembre 2008 | Mt. Lemmon Survey |
| 476730 - | 2008 UR32                | 20 ottobre 2008   | Spacewatch        |
| 476731 - | 2008 UE33                | 20 ottobre 2008   | Spacewatch        |
| 476732 - | 2008 UR34                | 23 settembre 2008 | Mt. Lemmon Survey |
| 476733 - | 2008 UF35                | 20 ottobre 2008   | Mt. Lemmon Survey |
| 476734 - | 2008 UH35                | 1º ottobre 2008   | Spacewatch        |
| 476735 - | 2008 UL35                | 24 settembre 2008 | Spacewatch        |
| 476736 - | 2008 UR36                | 10 dicembre 2004  | Spacewatch        |
| 476737 - | 2008 UM45                | 20 ottobre 2008   | Mt. Lemmon Survey |
| 476738 - | 2008 UN46                | 20 ottobre 2008   | Spacewatch        |
| 476739 - | 2008 UP47                | 22 settembre 2008 | Mt. Lemmon Survey |
| 476740 - | 2008 UO51                | 24 settembre 2008 | Mt. Lemmon Survey |
| 476741 - | 2008 UU52                | 24 settembre 2008 | Mt. Lemmon Survey |
| 476742 - | 2008 UB53                | 20 ottobre 2008   | Mt. Lemmon Survey |
| 476743 - | 2008 UX53                | 20 ottobre 2008   | Spacewatch        |
| 476744 - | 2008 UN54                | 24 settembre 2008 | Mt. Lemmon Survey |
| 476745 - | 2008 UG57                | 21 ottobre 2008   | Spacewatch        |
| 476746 - | 2008 UZ57                | 6 ottobre 2008    | Spacewatch        |
| 476747 - | 2008 UB59                | 26 settembre 2008 | Spacewatch        |
| 476748 - | 2008 UF59                | 21 ottobre 2008   | Spacewatch        |
| 476749 - | 2008 UG60                | 9 ottobre 2008    | Spacewatch        |
| 476750 - | 2008 UJ61                | 28 settembre 2008 | Mt. Lemmon Survey |
| 476751 - | 2008 UY61                | 21 ottobre 2008   | Spacewatch        |
| 476752 - | 2008 UZ62                | 28 settembre 2008 | Mt. Lemmon Survey |
| 476753 - | 2008 UB64                | 7 ottobre 2008    | Mt. Lemmon Survey |
| 476754 - | 2008 UJ66                | 21 ottobre 2008   | Spacewatch        |
| 476755 - | 2008 UA71                | 21 ottobre 2008   | Spacewatch        |
| 476756 - | 2008 UR72                | 21 ottobre 2008   | Mt. Lemmon Survey |
| 476757 - | 2008 UB73                | 21 ottobre 2008   | Mt. Lemmon Survey |
| 476758 - | 2008 UJ73                | 23 settembre 2008 | CSS               |
| 476759 - | 2008 UJ74                | 21 ottobre 2008   | Spacewatch        |
| 476760 - | 2008 UH76                | 21 ottobre 2008   | Spacewatch        |
| 476761 - | 2008 UV76                | 21 ottobre 2008   | Spacewatch        |
| 476762 - | 2008 UU79                | 29 settembre 2008 | Mt. Lemmon Survey |
| 476763 - | 2008 UP90                | 27 ottobre 2008   | CSS               |
| 476764 - | 2008 UY99                | 27 ottobre 2008   | BATTeRS           |
| 476765 - | 2008 UT108               | 21 ottobre 2008   | Spacewatch        |
| 476766 - | 2008 UX109               | 22 ottobre 2008   | Spacewatch        |
| 476767 - | 2008 UZ109               | 22 ottobre 2008   | Spacewatch        |
| 476768 - | 2008 UN111               | 22 ottobre 2008   | Spacewatch        |
| 476769 - | 2008 UV112               | 9 ottobre 2008    | Spacewatch        |
| 476770 - | 2008 UN113               | 9 ottobre 2008    | Spacewatch        |
| 476771 - | 2008 UG116               | 22 ottobre 2008   | Spacewatch        |
| 476772 - | 2008 UL118               | 22 ottobre 2008   | Spacewatch        |
| 476773 - | 2008 US120               | 22 ottobre 2008   | Spacewatch        |
| 476774 - | 2008 UR123               | 22 ottobre 2008   | Spacewatch        |
| 476775 - | 2008 UT125               | 22 ottobre 2008   | Spacewatch        |
| 476776 - | 2008 UH126               | 22 ottobre 2008   | Spacewatch        |
| 476777 - | 2008 UJ126               | 4 ottobre 2008    | Mt. Lemmon Survey |
| 476778 - | 2008 UF128               | 22 ottobre 2008   | Spacewatch        |
| 476779 - | 2008 UQ128               | 7 ottobre 2008    | Mt. Lemmon Survey |
| 476780 - | 2008 UC131               | 23 ottobre 2008   | Spacewatch        |
| 476781 - | 2008 UP132               | 23 ottobre 2008   | Spacewatch        |
| 476782 - | 2008 UC133               | 23 ottobre 2008   | Spacewatch        |
| 476783 - | 2008 UK134               | 6 ottobre 2008    | Spacewatch        |
| 476784 - | 2008 UZ134               | 23 ottobre 2008   | Spacewatch        |
| 476785 - | 2008 UZ141               | 23 settembre 2008 | Mt. Lemmon Survey |
| 476786 - | 2008 UV145               | 23 ottobre 2008   | Spacewatch        |
| 476787 - | 2008 UP146               | 23 ottobre 2008   | Spacewatch        |
| 476788 - | 2008 UB149               | 23 ottobre 2008   | Spacewatch        |
| 476789 - | 2008 UJ149               | 24 settembre 2008 | Spacewatch        |
| 476790 - | 2008 UD156               | 9 ottobre 2008    | Mt. Lemmon Survey |
| 476791 - | 2008 UL156               | 23 ottobre 2008   | Mt. Lemmon Survey |
| 476792 - | 2008 UU156               | 9 ottobre 2008    | Mt. Lemmon Survey |
| 476793 - | 2008 UV156               | 23 ottobre 2008   | Mt. Lemmon Survey |
| 476794 - | 2008 UJ158               | 23 ottobre 2008   | Spacewatch        |
| 476795 - | 2008 UN158               | 23 ottobre 2008   | Spacewatch        |
| 476796 - | 2008 UY162               | 24 ottobre 2008   | Spacewatch        |
| 476797 - | 2008 UD163               | 10 ottobre 2008   | Mt. Lemmon Survey |
| 476798 - | 2008 UA164               | 10 ottobre 2008   | Mt. Lemmon Survey |
| 476799 - | 2008 UB164               | 10 ottobre 2008   | Mt. Lemmon Survey |
| 476800 - | 2008 UJ166               | 24 ottobre 2008   | Spacewatch        |

## 476801-476900
| Nome     | Designazione provvisoria | Data di scoperta  | Scopritore        |
| -------- | ------------------------ | ----------------- | ----------------- |
| 476801 - | 2008 UY167               | 24 ottobre 2008   | Spacewatch        |
| 476802 - | 2008 UG168               | 24 ottobre 2008   | Spacewatch        |
| 476803 - | 2008 UJ169               | 24 ottobre 2008   | Spacewatch        |
| 476804 - | 2008 UY169               | 24 ottobre 2008   | CSS               |
| 476805 - | 2008 UW176               | 24 ottobre 2008   | Mt. Lemmon Survey |
| 476806 - | 2008 UJ185               | 24 ottobre 2008   | Spacewatch        |
| 476807 - | 2008 UP188               | 24 ottobre 2008   | Spacewatch        |
| 476808 - | 2008 UJ190               | 25 ottobre 2008   | Mt. Lemmon Survey |
| 476809 - | 2008 UK193               | 25 ottobre 2008   | Mt. Lemmon Survey |
| 476810 - | 2008 UM193               | 20 ottobre 2008   | Spacewatch        |
| 476811 - | 2008 UD196               | 9 maggio 2007     | Spacewatch        |
| 476812 - | 2008 UN196               | 29 settembre 2008 | Spacewatch        |
| 476813 - | 2008 UT199               | 31 ottobre 2008   | Ryan, W. H.       |
| 476814 - | 2008 UB206               | 22 ottobre 2008   | Spacewatch        |
| 476815 - | 2008 UD207               | 6 ottobre 2008    | Mt. Lemmon Survey |
| 476816 - | 2008 UP207               | 2 ottobre 2008    | Spacewatch        |
| 476817 - | 2008 UV209               | 6 ottobre 2008    | Spacewatch        |
| 476818 - | 2008 UV222               | 25 ottobre 2008   | Spacewatch        |
| 476819 - | 2008 UG240               | 26 ottobre 2008   | Spacewatch        |
| 476820 - | 2008 UJ242               | 26 ottobre 2008   | Spacewatch        |
| 476821 - | 2008 UA243               | 26 ottobre 2008   | Spacewatch        |
| 476822 - | 2008 UG245               | 26 ottobre 2008   | Spacewatch        |
| 476823 - | 2008 UU245               | 26 ottobre 2008   | Spacewatch        |
| 476824 - | 2008 UJ248               | 26 ottobre 2008   | Spacewatch        |
| 476825 - | 2008 UL254               | 22 settembre 2008 | Mt. Lemmon Survey |
| 476826 - | 2008 UO261               | 9 ottobre 2008    | Mt. Lemmon Survey |
| 476827 - | 2008 UF263               | 27 ottobre 2008   | Spacewatch        |
| 476828 - | 2008 UH272               | 28 ottobre 2008   | Spacewatch        |
| 476829 - | 2008 UB278               | 28 ottobre 2008   | Mt. Lemmon Survey |
| 476830 - | 2008 UP279               | 24 settembre 2008 | Mt. Lemmon Survey |
| 476831 - | 2008 US279               | 29 settembre 2008 | Spacewatch        |
| 476832 - | 2008 UB280               | 28 ottobre 2008   | Spacewatch        |
| 476833 - | 2008 UU281               | 24 ottobre 2008   | Spacewatch        |
| 476834 - | 2008 UP284               | 20 ottobre 2008   | Spacewatch        |
| 476835 - | 2008 UC286               | 29 settembre 2008 | Spacewatch        |
| 476836 - | 2008 UL295               | 29 ottobre 2008   | Spacewatch        |
| 476837 - | 2008 UD296               | 29 ottobre 2008   | Spacewatch        |
| 476838 - | 2008 UO298               | 29 ottobre 2008   | Spacewatch        |
| 476839 - | 2008 UT300               | 29 ottobre 2008   | Spacewatch        |
| 476840 - | 2008 UB301               | 29 ottobre 2008   | Spacewatch        |
| 476841 - | 2008 UG302               | 29 ottobre 2008   | Spacewatch        |
| 476842 - | 2008 UN304               | 29 ottobre 2008   | Spacewatch        |
| 476843 - | 2008 UO304               | 29 ottobre 2008   | Spacewatch        |
| 476844 - | 2008 UF306               | 30 ottobre 2008   | Spacewatch        |
| 476845 - | 2008 UC308               | 25 settembre 2008 | Mt. Lemmon Survey |
| 476846 - | 2008 UG308               | 30 ottobre 2008   | Spacewatch        |
| 476847 - | 2008 UR308               | 30 ottobre 2008   | Spacewatch        |
| 476848 - | 2008 UQ321               | 31 ottobre 2008   | Mt. Lemmon Survey |
| 476849 - | 2008 UY322               | 8 ottobre 2008    | Mt. Lemmon Survey |
| 476850 - | 2008 UU325               | 2 dicembre 2004   | Spacewatch        |
| 476851 - | 2008 UN326               | 10 ottobre 2008   | CSS               |
| 476852 - | 2008 UQ326               | 31 ottobre 2008   | Mt. Lemmon Survey |
| 476853 - | 2008 UT326               | 31 ottobre 2008   | Mt. Lemmon Survey |
| 476854 - | 2008 UV330               | 31 ottobre 2008   | Spacewatch        |
| 476855 - | 2008 UB335               | 20 ottobre 2008   | Mt. Lemmon Survey |
| 476856 - | 2008 UW336               | 20 ottobre 2008   | Spacewatch        |
| 476857 - | 2008 US337               | 20 ottobre 2008   | Spacewatch        |
| 476858 - | 2008 UJ340               | 23 ottobre 2008   | Spacewatch        |
| 476859 - | 2008 UM341               | 26 ottobre 2008   | Spacewatch        |
| 476860 - | 2008 UW344               | 30 ottobre 2008   | Spacewatch        |
| 476861 - | 2008 UE350               | 21 aprile 2006    | Spacewatch        |
| 476862 - | 2008 UA352               | 30 ottobre 2008   | CSS               |
| 476863 - | 2008 UY354               | 29 ottobre 2008   | Spacewatch        |
| 476864 - | 2008 UC356               | 20 ottobre 2008   | Mt. Lemmon Survey |
| 476865 - | 2008 UP361               | 31 ottobre 2008   | CSS               |
| 476866 - | 2008 UK365               | 24 ottobre 2008   | LINEAR            |
| 476867 - | 2008 VD5                 | 6 novembre 2008   | Cordell-Lorenz    |
| 476868 - | 2008 VS8                 | 22 ottobre 2008   | Spacewatch        |
| 476869 - | 2008 VU10                | 27 settembre 2008 | Mt. Lemmon Survey |
| 476870 - | 2008 VO14                | 25 ottobre 2008   | CSS               |
| 476871 - | 2008 VC15                | 1º ottobre 2008   | Spacewatch        |
| 476872 - | 2008 VT19                | 1º novembre 2008  | Mt. Lemmon Survey |
| 476873 - | 2008 VR23                | 29 settembre 2008 | Mt. Lemmon Survey |
| 476874 - | 2008 VE24                | 1º novembre 2008  | Spacewatch        |
| 476875 - | 2008 VT24                | 29 settembre 2008 | Mt. Lemmon Survey |
| 476876 - | 2008 VG27                | 21 ottobre 2008   | Spacewatch        |
| 476877 - | 2008 VL30                | 2 novembre 2008   | Spacewatch        |
| 476878 - | 2008 VC34                | 2 novembre 2008   | Mt. Lemmon Survey |
| 476879 - | 2008 VW39                | 4 ottobre 2008    | Mt. Lemmon Survey |
| 476880 - | 2008 VN40                | 3 novembre 2008   | Spacewatch        |
| 476881 - | 2008 VJ43                | 3 novembre 2008   | Spacewatch        |
| 476882 - | 2008 VN45                | 9 ottobre 2008    | Mt. Lemmon Survey |
| 476883 - | 2008 VV46                | 24 ottobre 2008   | Spacewatch        |
| 476884 - | 2008 VR50                | 6 settembre 2008  | Mt. Lemmon Survey |
| 476885 - | 2008 VF62                | 27 ottobre 2008   | Spacewatch        |
| 476886 - | 2008 VW66                | 6 novembre 2008   | Mt. Lemmon Survey |
| 476887 - | 2008 VV71                | 9 novembre 2008   | Mt. Lemmon Survey |
| 476888 - | 2008 VT73                | 7 novembre 2008   | Mt. Lemmon Survey |
| 476889 - | 2008 VK74                | 8 novembre 2008   | Spacewatch        |
| 476890 - | 2008 VY77                | 7 novembre 2008   | Mt. Lemmon Survey |
| 476891 - | 2008 VJ78                | 7 novembre 2008   | Mt. Lemmon Survey |
| 476892 - | 2008 WU                  | 20 ottobre 2008   | Spacewatch        |
| 476893 - | 2008 WB10                | 7 novembre 2008   | Mt. Lemmon Survey |
| 476894 - | 2008 WR12                | 25 ottobre 2008   | Spacewatch        |
| 476895 - | 2008 WT12                | 18 novembre 2008  | CSS               |
| 476896 - | 2008 WU19                | 31 ottobre 2008   | Spacewatch        |
| 476897 - | 2008 WJ20                | 28 ottobre 2008   | Spacewatch        |
| 476898 - | 2008 WS21                | 17 novembre 2008  | Spacewatch        |
| 476899 - | 2008 WD23                | 18 novembre 2008  | CSS               |
| 476900 - | 2008 WE28                | 31 ottobre 2008   | Spacewatch        |

## 476901-477000
| Nome     | Designazione provvisoria | Data di scoperta  | Scopritore             |
| -------- | ------------------------ | ----------------- | ---------------------- |
| 476901 - | 2008 WA30                | 19 novembre 2008  | Mt. Lemmon Survey      |
| 476902 - | 2008 WQ30                | 19 novembre 2008  | Mt. Lemmon Survey      |
| 476903 - | 2008 WS30                | 19 novembre 2008  | Mt. Lemmon Survey      |
| 476904 - | 2008 WK32                | 21 novembre 2008  | Spacewatch             |
| 476905 - | 2008 WB33                | 7 ottobre 2008    | Mt. Lemmon Survey      |
| 476906 - | 2008 WK39                | 9 ottobre 2008    | Mt. Lemmon Survey      |
| 476907 - | 2008 WS39                | 23 ottobre 2008   | Mt. Lemmon Survey      |
| 476908 - | 2008 WF40                | 17 novembre 2008  | Spacewatch             |
| 476909 - | 2008 WU40                | 27 settembre 2008 | Mt. Lemmon Survey      |
| 476910 - | 2008 WN42                | 17 novembre 2008  | Spacewatch             |
| 476911 - | 2008 WO44                | 26 ottobre 2008   | Spacewatch             |
| 476912 - | 2008 WW50                | 22 ottobre 2008   | Spacewatch             |
| 476913 - | 2008 WF56                | 9 settembre 2008  | Mt. Lemmon Survey      |
| 476914 - | 2008 WJ61                | 23 novembre 2008  | OAM                    |
| 476915 - | 2008 WH63                | 20 novembre 2008  | LINEAR                 |
| 476916 - | 2008 WY72                | 19 novembre 2008  | Mt. Lemmon Survey      |
| 476917 - | 2008 WN73                | 19 novembre 2008  | Mt. Lemmon Survey      |
| 476918 - | 2008 WS73                | 19 novembre 2008  | Spacewatch             |
| 476919 - | 2008 WK83                | 20 novembre 2008  | Spacewatch             |
| 476920 - | 2008 WE94                | 29 settembre 2008 | Mt. Lemmon Survey      |
| 476921 - | 2008 WM96                | 21 ottobre 2008   | Spacewatch             |
| 476922 - | 2008 WN98                | 27 ottobre 2008   | Mt. Lemmon Survey      |
| 476923 - | 2008 WH99                | 27 settembre 2008 | Mt. Lemmon Survey      |
| 476924 - | 2008 WG102               | 23 settembre 2008 | Mt. Lemmon Survey      |
| 476925 - | 2008 WQ109               | 21 novembre 2008  | Spacewatch             |
| 476926 - | 2008 WF113               | 30 novembre 2008  | Spacewatch             |
| 476927 - | 2008 WM113               | 30 novembre 2008  | Spacewatch             |
| 476928 - | 2008 WW117               | 30 novembre 2008  | Mt. Lemmon Survey      |
| 476929 - | 2008 WV122               | 30 novembre 2008  | Spacewatch             |
| 476930 - | 2008 WP123               | 30 novembre 2008  | Mt. Lemmon Survey      |
| 476931 - | 2008 WB125               | 21 novembre 2008  | Mt. Lemmon Survey      |
| 476932 - | 2008 WD126               | 30 novembre 2008  | Spacewatch             |
| 476933 - | 2008 WQ126               | 20 novembre 2008  | Mt. Lemmon Survey      |
| 476934 - | 2008 WB128               | 22 novembre 2008  | Spacewatch             |
| 476935 - | 2008 WP129               | 30 novembre 2008  | Spacewatch             |
| 476936 - | 2008 WX129               | 18 novembre 2008  | Spacewatch             |
| 476937 - | 2008 WP133               | 17 novembre 2008  | CSS                    |
| 476938 - | 2008 WY136               | 21 novembre 2008  | LINEAR                 |
| 476939 - | 2008 WL138               | 30 novembre 2008  | Spacewatch             |
| 476940 - | 2008 WK139               | 30 novembre 2008  | LINEAR                 |
| 476941 - | 2008 WR140               | 18 novembre 2008  | Spacewatch             |
| 476942 - | 2008 WS140               | 20 ottobre 2008   | Spacewatch             |
| 476943 - | 2008 XC                  | 7 novembre 2008   | Mt. Lemmon Survey      |
| 476944 - | 2008 XY2                 | 30 novembre 2008  | Mt. Lemmon Survey      |
| 476945 - | 2008 XG3                 | 3 dicembre 2008   | Kocher, P.             |
| 476946 - | 2008 XH4                 | 18 novembre 2008  | CSS                    |
| 476947 - | 2008 XZ4                 | 30 ottobre 2008   | Spacewatch             |
| 476948 - | 2008 XT16                | 1º dicembre 2008  | Spacewatch             |
| 476949 - | 2008 XA17                | 1º dicembre 2008  | Spacewatch             |
| 476950 - | 2008 XA24                | 30 ottobre 2008   | Spacewatch             |
| 476951 - | 2008 XE28                | 25 ottobre 2008   | Spacewatch             |
| 476952 - | 2008 XH34                | 29 ottobre 2008   | Spacewatch             |
| 476953 - | 2008 XO34                | 2 dicembre 2008   | Spacewatch             |
| 476954 - | 2008 XB35                | 2 dicembre 2008   | Spacewatch             |
| 476955 - | 2008 XK36                | 2 dicembre 2008   | Spacewatch             |
| 476956 - | 2008 XK38                | 20 novembre 2008  | Spacewatch             |
| 476957 - | 2008 XG41                | 2 dicembre 2008   | Mt. Lemmon Survey      |
| 476958 - | 2008 XZ41                | 2 dicembre 2008   | Spacewatch             |
| 476959 - | 2008 XE48                | 4 dicembre 2008   | Mt. Lemmon Survey      |
| 476960 - | 2008 XS49                | 7 dicembre 2008   | Mt. Lemmon Survey      |
| 476961 - | 2008 XJ53                | 5 dicembre 2008   | Mt. Lemmon Survey      |
| 476962 - | 2008 XW53                | 1º dicembre 2008  | LINEAR                 |
| 476963 - | 2008 XA56                | 1º dicembre 2008  | Mt. Lemmon Survey      |
| 476964 - | 2008 YK1                 | 1º dicembre 2008  | LINEAR                 |
| 476965 - | 2008 YG4                 | 22 dicembre 2008  | Kugel, F.              |
| 476966 - | 2008 YS4                 | 22 dicembre 2008  | Kugel, F.              |
| 476967 - | 2008 YL13                | 6 ottobre 2008    | CSS                    |
| 476968 - | 2008 YO13                | 31 ottobre 2008   | Mt. Lemmon Survey      |
| 476969 - | 2008 YU13                | 24 ottobre 2008   | Mt. Lemmon Survey      |
| 476970 - | 2008 YG16                | 21 dicembre 2008  | Mt. Lemmon Survey      |
| 476971 - | 2008 YZ16                | 24 novembre 2008  | Mt. Lemmon Survey      |
| 476972 - | 2008 YB21                | 21 dicembre 2008  | Mt. Lemmon Survey      |
| 476973 - | 2008 YF21                | 21 dicembre 2008  | Mt. Lemmon Survey      |
| 476974 - | 2008 YS31                | 29 dicembre 2008  | Bickel, W.             |
| 476975 - | 2008 YC37                | 22 dicembre 2008  | Spacewatch             |
| 476976 - | 2008 YQ38                | 29 dicembre 2008  | CSS                    |
| 476977 - | 2008 YM49                | 29 dicembre 2008  | Mt. Lemmon Survey      |
| 476978 - | 2008 YT49                | 29 dicembre 2008  | Mt. Lemmon Survey      |
| 476979 - | 2008 YO51                | 29 dicembre 2008  | Mt. Lemmon Survey      |
| 476980 - | 2008 YZ53                | 29 dicembre 2008  | Mt. Lemmon Survey      |
| 476981 - | 2008 YT54                | 29 dicembre 2008  | Mt. Lemmon Survey      |
| 476982 - | 2008 YZ54                | 29 dicembre 2008  | Mt. Lemmon Survey      |
| 476983 - | 2008 YE59                | 22 dicembre 2008  | Spacewatch             |
| 476984 - | 2008 YA65                | 30 dicembre 2008  | Mt. Lemmon Survey      |
| 476985 - | 2008 YC73                | 30 dicembre 2008  | Spacewatch             |
| 476986 - | 2008 YE81                | 19 novembre 2008  | Mt. Lemmon Survey      |
| 476987 - | 2008 YF81                | 30 dicembre 2008  | PMO NEO Survey Program |
| 476988 - | 2008 YA93                | 21 dicembre 2008  | Mt. Lemmon Survey      |
| 476989 - | 2008 YH95                | 29 dicembre 2008  | Spacewatch             |
| 476990 - | 2008 YM98                | 29 dicembre 2008  | Spacewatch             |
| 476991 - | 2008 YU102               | 21 dicembre 2008  | Spacewatch             |
| 476992 - | 2008 YA104               | 29 dicembre 2008  | Spacewatch             |
| 476993 - | 2008 YE108               | 29 dicembre 2008  | Spacewatch             |
| 476994 - | 2008 YZ108               | 29 dicembre 2008  | Spacewatch             |
| 476995 - | 2008 YV109               | 7 novembre 2008   | Mt. Lemmon Survey      |
| 476996 - | 2008 YW111               | 31 dicembre 2008  | Spacewatch             |
| 476997 - | 2008 YN115               | 29 dicembre 2008  | Spacewatch             |
| 476998 - | 2008 YN122               | 22 dicembre 2008  | Spacewatch             |
| 476999 - | 2008 YL124               | 30 dicembre 2008  | Spacewatch             |
| 477000 - | 2008 YN125               | 30 dicembre 2008  | Spacewatch             |